# Teoclímeno
En la mitología griega, Teoclímeno (en griego, Θεοκλύμενος), hijo de Polifides, fue un profeta de Argos que, en la Odisea, se había ido de esa ciudad después de matar a uno de sus familiares capturados por los piratas. Huyó a Pilos y se refugió a bordo del barco de Telémaco, que había venido a preguntar sobre el paradero de su padre, Odiseo. Teoclímeno y Telémaco, obligado, fueron de regreso a Ítaca. Allá Teoclímeno leyó los augurios de las aves, su interpretación en el sentido de que Telémaco se convertiría en jefe de la casa real de Ítaca. También profetizó que Odiseo ya estaba en Ítaca, disfrazado y viendo como se desarrollaron los acontecimientos. Cuando le dijo a Penélope de estas señales, no le creyó. Más tarde, en la cena, tuvo una visión de la muerte de los pretendientes, pero se rieron de sus predicciones, sin saber que en realidad los iban a matar esa noche.